# 1878.
◄ | 18. stoljeće | 19. stoljeće | 20. stoljeće | ►
◄ | 1840-ih | 1850-ih | 1860-ih | 1870-ih | 1880-ih | 1890-ih | 1900-ih | ►
◄◄ | ◄ | 1875. | 1876. | 1877. | 1878. | 1879. | 1880. | 1881. | ► | ►►
Arhitektura • Astronomija • Biologija • Film • Fotografija • Glazba • Kazalište • Kemija • Kiparstvo • Knjige • Književnost • Kršćanstvo • Meteorologija • Medicina • Planinarstvo • Politika • Pravo • Promet • Slikarstvo • Šport • Znanost • Željeznički promet

## Događaji
- Berlinski kongres
- Raspad Švedskog Carstva

## Rođenja
- ?? – Milan Pavelić, hrvatski pjesnik i prevoditelj († 1939.)
- ?? – Nikola Zaninović, hrvatski operni pjevač († 1942.)
- 23. siječnja – Oton Župančič, slovenski književnik († 1949.)
- 2. travnja – Antun Dobronić, hrvatski skladatelj i glazbeni pisac († 1955.)
- 27. travnja – Marija Guadalupe Garcia Zavala, meksička svetica († 1963.)
- 23. svibnja – Marija Celina od Prikazanja, francuska redovnica († 1897.)
- 26. svibnja – Isadora Duncan, američka plesačica († 1927.)
- 30. lipnja – Franjo Hanaman, hrvatski izumitelj († 1941.)
- 6. srpnja – Annabelle Moore, američka plesačica i glumica († 1961.)
- 13. srpnja – Jakob Ukmar, slovenski svećenik († 1971.)
- 28. kolovoza – George Hoyt Whipple, američki liječnik, nobelovac († 1976.)
- 1. studenog – Feliks Kapović, gradišćanskohrvatski teolog († 1933.)

## Smrti
- 8. siječnja – Nikolaj Nekrasov, ruski pjesnik (* 1821.)
- 2. veljače – Josip Runjanin, hrvatski skladatelj (* 1821.)
- 4. svibnja – Roberto de Visiani, hrvatski botaničar talijanskog podrijetla (* 1800.)
- 3. lipnja – Georges Bizet, francuski skladatelj (* 1838.)
- 26. kolovoza – Mariam Baouardy, palestinska svetica (* 1846.)
- 3. studenog – Šimon Meršić, gradišćanski hrvatski pisac (* 1800.)

## Vanjske poveznice
|  | Zajednički poslužitelj ima još gradiva o temi 1878. |